# Bloc atrio-ventriculaire
Pour les articles homonymes, voir Bloc et BAV.
 Mise en garde médicale
Un bloc atrio-ventriculaire, ou anciennement bloc auriculo-ventriculaire, (BAV) est un défaut de transmission de l'influx électrique (ralentissement ou interruption) entre les oreillettes et les ventricules du cœur.
Il fait partie des troubles de la conduction cardiaque.
Il peut se manifester par un cœur lent (bradycardie), pouvant être responsable d'un malaise, voire d'une syncope.

## Mécanisme

### Anatomie
La synchronisation des contractions oreillettes-ventricules est sous commande électrique. Le phénomène électrique est secondaire à une dépolarisation des cellules (inversion de la polarité électrique entre l’intérieur et l’extérieur de la cellule par migration d’ions à travers la paroi). La traduction macroscopique de ce phénomène constitue l’ECG. Cette dépolarisation est conduite de proche en proche à l’ensemble du cœur mais peut prendre des chemins préférentiels que sont les voies de conduction. Les principales structures en cause sont :
- le nœud sinusal (appelé aussi nœud de Keith et Flack) : situé dans l’oreillette droite. C’est là où débute l’activation électrique rythmique du cœur qui est transmise de proche en proche jusqu’au
- nœud atrioventriculaire (appelé aussi nœud d’Aschoff-Tawara), situé à la jonction atrio-ventriculaire. Il s’agit d’un tissu spécialisé permettant la transmission et le filtrage de l’activité électrique atriale (de l’oreillette) aux ventricules. Grâce à lui, une stimulation atriale trop rapide n’est que partiellement transmise, évitant ainsi l’emballement de la fréquence ventriculaire.
- Il est relié au faisceau de His (à la partie haute du septum inter ventriculaire) qui se divise en deux branches, allant vers les ventricules droit et gauche.

Le bloc atrio-ventriculaire consiste en une lésion du nœud atrioventriculaire (on parle de « bloc nodal » ou de « bloc supra-hissien ») ou au niveau du faisceau de His (on parle de « bloc tronculaire » lorsque le « blocage » a lieu à l'émergence du tronc du faisceau de His, et de « bloc infra-hissien » lorsqu'il est situé plus bas sur le faisceau).

### Blocs supra- et infra-hissiens
Chaque cellule cardiaque, y compris au niveau des tissus conductifs, a une certaine automaticité permettant un « rythme d'échappement » : elle se contracte spontanément à des intervalles plus ou moins réguliers. Plus la cellule est « haut-située » (c'est-à-dire proche des oreillettes), plus la fréquence spontanée de contraction est rapide et relativement stable. Au contraire, les cellules ventriculaires ont une fréquence spontanée extrêmement basse et particulièrement instable, pouvant occasionner des pauses prolongées. Un bloc supra-hissien permet donc aux dépolarisations spontanées du nœud atrioventriculaire de conduire aux ventricules à une fréquence acceptable : le cœur n'est que modérément ralenti et le risque de syncope est réduit. Au contraire, ces dernières sont bloquées au cours d'un bloc tronculaire ou infra-hissien. Le rythme d'échappement ne peut donc provenir que du faisceau de His ou des ventricules. Il est alors lent et instable, avec un risque élevé de syncope.

### Degré du bloc
Le bloc atrio-ventriculaire peut être complet : aucun passage de l'influx électrique n'est donc possible entre les oreillettes et les ventricules, seul le rythme d'échappement, plus ou moins lent suivant le niveau topographique du bloc, permettant d'assurer la contraction des ventricules. On parle également dans ce cas de « dissociation atrio-ventriculaire » ou de « bloc atrio-ventriculaire du troisième degré ».
Si la lésion est partielle, le bloc peut n'être qu'incomplet et se traduire, soit par un simple ralentissement de la conduction entre les oreillettes et les ventricules, ces derniers restant pilotés par les premières (« bloc atrio-ventriculaire du premier degré »), soit par un blocage d'un certain nombre de dépolarisations atriales (onde P sur l'ECG), les dépolarisations ventriculaires restantes étant cependant issues des oreillettes (« bloc atrio-ventriculaire du second degré »).

## Clinique

### Circonstances de découverte
La symptomatologie dépend essentiellement de la fréquence cardiaque minimale et de son adaptation suivant les besoins de l'organisme. Les signes peuvent être aigus ou chroniques suivant le caractère paroxystique ou permanent du bloc. Le sujet peut être ainsi totalement asymptomatique, c'est-à-dire qu'il ne se plaint de rien. Il peut ressentir des malaises (lipothymies), une faiblesse, une sensation de malaise, un essoufflement pouvant aller jusqu'à un tableau d'insuffisance cardiaque (due à l'absence d'accélération du cœur dans les circonstances l'exigeant). Au pire, il se manifeste par syncopes appelés dans ce cas syncopes d'Adams-Stokes (ou de Stokes-Adams), caractérisée par une perte de connaissance brève et brutale, sans signe annonciateur.

### Examen clinique
Les blocs atrio-ventriculaires du premier degré n'ont pas de traduction clinique, n'ayant pas de conséquence sur la fréquence cardiaque.
Dans les blocs de degré supérieur, l'examen clinique peut mettre en évidence une fréquence cardiaque diminuée (bradycardie) avec un rythme parfois irrégulier (pauses cardiaques).
L'examen peut mettre en évidence un élargissement de la pression artérielle différentielle (augmentation de la pression systolique avec diminution de la pression diastolique). Rarement une dissociation jugulo-carotidienne peut être objectivée (la veine jugulaire bat de manière synchrone aux oreillettes et l'artère carotide de manière synchrone aux ventricules).

## Examens complémentaires
Le bloc atrio-ventriculaire peut être paroxystique ou permanent. Dans le premier cas, l'électrocardiogramme est parfois complètement normal.
On caractérise le bloc :
- par son degré ;
- pas sa topographie (supra- ou infra-hissienne).

### Électrocardiogramme
Il ne comporte d'anomalie que si le bloc est permanent ou si on a la chance de faire un tracé au moment d'un bloc paroxystique. Il permet essentiellement de déterminer le degré du bloc. Le niveau du bloc (infra ou supra-hissien) est plus difficile à évaluer sur un électrocardiogramme simple.
En cas de fibrillation auriculaire, le diagnostic est moins aisé. Il peut être soupçonné en cas de cadence ventriculaire lente et régulière ou en cas de pause prolongée.

#### Bloc atrio-ventriculaire du1erdegré
C'est un ralentissement constant de la conduction au niveau du nœud atrioventriculaire.
Sur l'ECG, on a donc un allongement constant de l'espace PR (supérieur à 200 ms) et une onde P toujours suivie d'un complexe QRS.
Il est, en règle, bénin si le PR n'est pas trop prolongé. Un PR très prolongé peut entraîner des signes d'insuffisance cardiaque probablement par défaut de synchronisation de la contraction de l'oreillette.

#### Bloc atrio-ventriculaire du2edegré
Certaines ondes P ne sont pas suivies par un complexe QRS. Il en existe deux types :
- Mobitz 1 (ou de type Lucciani-Wenkebach) comportant un allongement progressif de l'espace PR jusqu'à ce qu'une onde P ne soit pas suivie d'un complexe QRS (« onde P bloquée »).
- Mobitz 2 : blocage complet et inopiné d'une onde P sans allongement du PR, pouvant survenir de manière aléatoire ou régulière (un complexe sur 2, 1 sur 3…).

#### Bloc atrio-ventriculaire du3edegré
Appelé également « bloc atrio-ventriculaire complet », il correspond à un blocage complet et permanent de la conduction atrio-ventriculaire. On assiste donc à une dissociation entre l'activité des oreillettes et des ventricules cardiaques : toutes les ondes P sont bloquées et les complexes QRS proviennent d'un foyer ectopique.

#### Niveau du bloc
Un bloc atrio-ventriculaire de type Luciani-Wenckebach est en règle secondaire à un bloc supra-hissien (donc moins grave). Un bloc atrio-ventriculaire complet avec des complexes d'échappement fins et sans bradycardie excessive est en faveur également d'un bloc supra-hissien. Un bloc du deuxième degré de type supra-hissien a, en règle, un bon pronsostic en l'absence de maladie cardiaque sous jacente et l'indication de la pose d'un pacemaker n'est que rarement porté.
L'association d'un bloc de branche avec un allongement du PR est en faveur d'un possible bloc infra-hissien mais ce n'est pas toujours vrai.

### Holter
Le holter cardiaque consiste en l'enregistrement de l'électrocardiogramme sur une journée ou plus. Il permet de détecter des épisodes de blocs atrio-ventriculaires paroxystiques, même si le patient est asymptomatique (ne se plaignant de rien), à condition naturellement que ces derniers soient suffisamment fréquents. Il permet également de détecter d'autres causes cardiaques de malaises (bloc sino-atrial ou tachycardie ventriculaire par exemple). Si le holter est normal, on peut, suivant les cas, répéter l'examen de manière à disposer d'un enregistrement de plusieurs jours. Dans certains cas, on peut être amené à implanter un petit boîtier enregistreur sous la peau qui permet d'analyser l'électrocardiogramme pendant plusieurs mois.
Un bloc atrio-ventriculaire de type Luciani-Weckenbach est banal durant les phases de sommeil et n'est pas anormal.

### Étude endo-cavitaire du faisceau de His
Cette étude va permettre de préciser la topographie et le degré du bloc. Elle consiste à introduire des électrodes directement en contact de différentes parties du cœur (oreillette droite, ventricule droit, jonction atrio-ventriculaire où se situe le faisceau de His) le plus souvent par la veine fémorale, sous anesthésie locale et sous contrôle radioscopique.
L'activité électrique du faisceau de His (onde H) est détectée ainsi directement et sa place par rapport à l'activité électrique du ventricule droit (onde V) peut être analysée. Un allongement significatif du temps HV signe la nature infra-hissienne du bloc. L'exploration peut être sensibilisée par l'injection de certains médicaments jouant sur le nœud atrioventriculaire comme l'ajmaline.

## Causes
Les blocs atrio-ventriculaires aigus et chroniques ont des causes distinctes.
Les blocs atrio-ventriculaires aigus sont le plus souvent constatés au début d'un infarctus du myocarde. Si l'infarctus est de topographie inférieure, le bloc est en règle supra-hissien, donc peu grave. Si elle est antérieure, le bloc est alors infra-hissien, potentiellement plus grave. Les blocs aigus peuvent aussi apparaître à l'issue d'une opération de chirurgie cardiaque, à l'occasion l'un épisode infectieux (Endocardite infectieuse) ou viral, ou avoir une cause médicamenteuse (anesthésique local, bêtabloquant, amiodarone). Parmi les causes médicamenteuses, peuvent également être listés les digitaliques, quinidiniques, imipraminiques...[réf. nécessaire]
Les blocs atrio-ventriculaires chroniques résultent généralement d'une maladie dégénérative liée à l'âge provoquant un trouble de la conduction cardiaque.
Parmi les causes rares de blocs se trouvent notamment : maladie de Chagas, rétrécissement aortique, cardiomyopathie non obstructive, formes congénitales, lésions chirurgicales ou accidentelles, après une ablation par radiofréquence, endocardite d'Osler, sarcoïdose, spondylarthrite ankylosante, maladie de Steinert, hémochromatose, autres causes infectieuses (diphtérie, maladie de Lyme où le bloc est réversible)...
Les blocs congénitaux sont très rares, avec possiblement une origine auto-immune ou génétique.

## Traitement
Un bloc atrio-ventriculaire, quel qu'il soit, nécessite une évaluation spécialisée pour en déterminer sa gravité et son évolution.
Son traitement dépend de sa tolérance et du risque évolutif : un bloc supra-hissien non symptomatique ne requiert par exemple aucun traitement.
Le traitement de la cause doit être fait si cette dernière est déterminée (arrêt d'un médicament responsable par exemple).

### traitement en aigu de la bradycardie
Une hospitalisation est en principe nécessaire. La pose d'un abord veineux (perfusion) ainsi que la surveillance continue de l'électrocardiogramme est impératif (risque de pauses cardiaques prolongées pouvant aboutir à un arrêt cardio-circulatoire. L'atropine est le médicament de première intention. Si cette dernière est inefficace, on doit discuter suivant les cas et les possibilités locales :
- la mise sous isoprénaline en perfusion continue ;
- la pose d'un entraînement électrosystolique externe temporaire : deux grandes électrodes sont disposées sur le thorax dénudé du patient et reliés à un scope disposant de la fonction d'entraînement (souvent couplée avec un défibrillateur semi-automatique). De brèves impulsions électriques sont alors envoyées, provoquant la contraction de tout muscle, dont le cœur, situé entre les deux électrodes. Cette méthode est très efficace mais très inconfortable. Elle permet cependant d'atteindre un service équipé en toute tranquillité ;
- la pose d'un entraînement électrosystolique interne provisoire : sous contrôle radioscopique, une électrode est introduite dans une grosse veine (veine fémorale par exemple) et poussée à travers la veine cave, l'oreillette droite jusqu'à la pointe du ventricule droit. Elle est reliée à un générateur d'impulsions électriques sous forme de petit boîtier. La décharge se situant directement au niveau du muscle cardiaque, il n'y a par conséquent pas de stimulation des autres muscles.

### Stimulation cardiaque définitive
La pose d'un stimulateur cardiaque, appelé également « pacemaker », est le traitement de choix en cas de bloc atrio-ventriculaire non régressif ou récidivant.

## Bloc auriculo-ventriculaire thérapeutique
La création d'un bloc auriculo-ventriculaire peut être faite volontairement de manière définitive par création d'une brûlure localisée au niveau du faisceau de His par positionnement d'une sonde d'ablation par radiofréquence à son niveau. La pose d'un stimulateur cardiaque est alors logiquement impérative et précède le plus souvent la procédure.
La création de ce bloc peut être proposée en cas de fibrillation auriculaire rapide pour lequel le traitement médicamenteux ne parvient pas à ralentir suffisamment la cadence ventriculaire. Elle peut être faite également dans le cadre d'une resynchronisation cardiaque, en cas d'insuffisance cardiaque avec fibrillation auriculaire permanente afin de permettre au stimulateur d'être en permanence actif.